# (20090) 1994 PN16
A (20090) 1994 PN16 a Naprendszer kisbolygóövében található aszteroida. Eric Walter Elst fedezte fel 1994. augusztus 10-én.